# Spatalistis christophana
Spatalistis christophana — вид метеликів з родини листокруток. Поширений в Приморському краї, на півдні Хабаровської області, в Японії (Хонсю, Кюсю, Сікоку), на Корейському півострові і в північно-східному Китаї. Зустрічаються в дібровах і широколистяних лісах з присутністю в них дуба. Гусениць можна спостерігати в липні-серпні і повторно жовтні-листопаді. Гусениці живуть всередині згорнутих листів дуба монгольського, дуба зубчастого та дуба гострого. Метеликів можна спостерігати з початку липня по вересень. Розмах крил 15-19 мм.